# هون‌اشتاین (زکزیش. شوایتز)
شهر هون‌اشتاین در ایالت زاکسن در کشور آلمان واقع شده‌است.

## نگارخانه

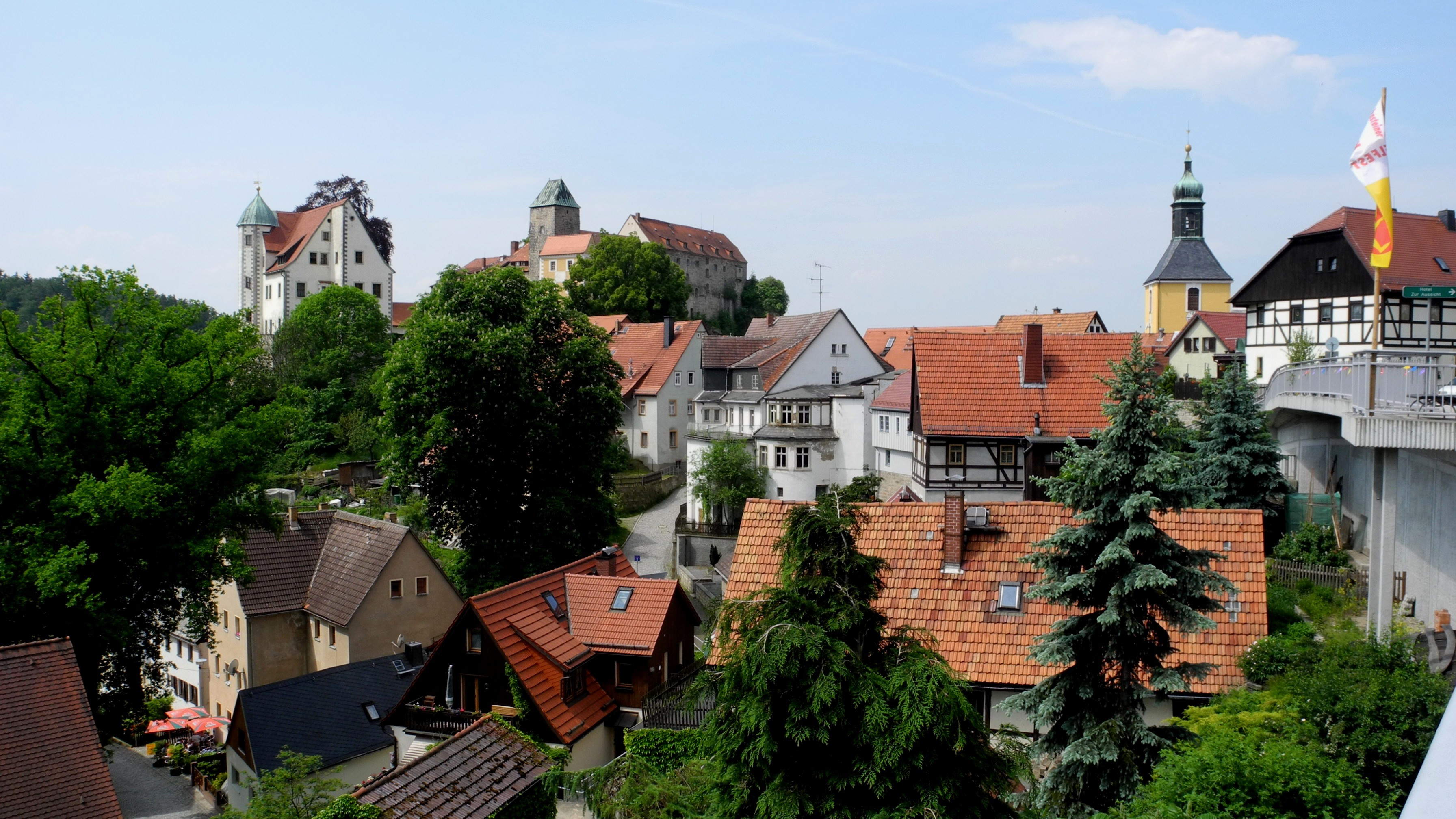
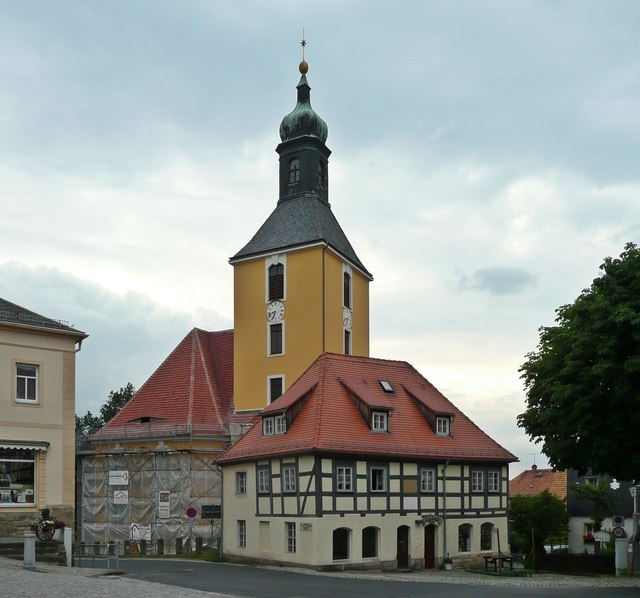